# طاهره تنوخیه
طاهره تنوخیه (۹۷۰–۱۰۴۵) (نسب: طاهره بنت احمد بن یوسف ازرق) بانوی محدث و فقیه عراقی بود. از پدرش حدیث روایت نمود، از ابی‌محمد بن ماسی، مخلد بن جعفر باقرحی و ابوالحسن بن لؤلؤ و دیگران سماع حدیث داشت. نزد پدرش فقه آموخت. خطیب بغدادی از طاهره تنوخیه سماع حدیث داشته است.